# بني سعد الحبط (القفر)

تعديل مصدري - تعديل

بني سعد الحبط محلة تابعة لقرية السلفة، التابعة لعزلة الكرابة بمديرية القفر إحدى مديريات محافظة إب في الجمهورية اليمنية.، بلغ تعداد سكانها 54نسمة حسب تعداد اليمن لعام 2004.